# Guida spirituale
Un direttore, guida, maestro o padre spirituale è una persona a cui si decide di far riferimento per essere condotti nella propria vita spirituale, in campo etico e religioso.

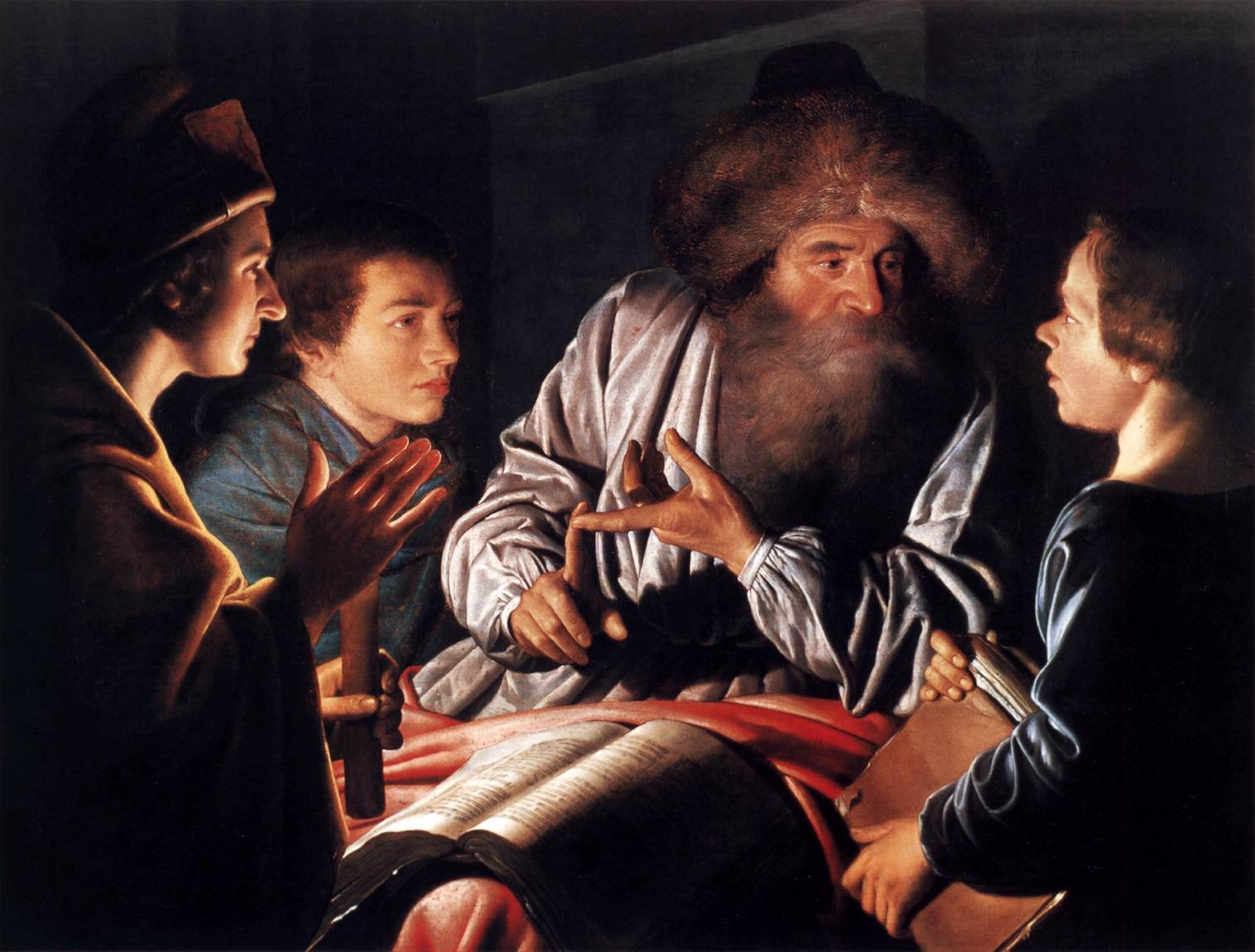
Filosofo con i suoi allievi, dipinto di Willem van der Vliet (1626)

## Antichità e scuole misteriche

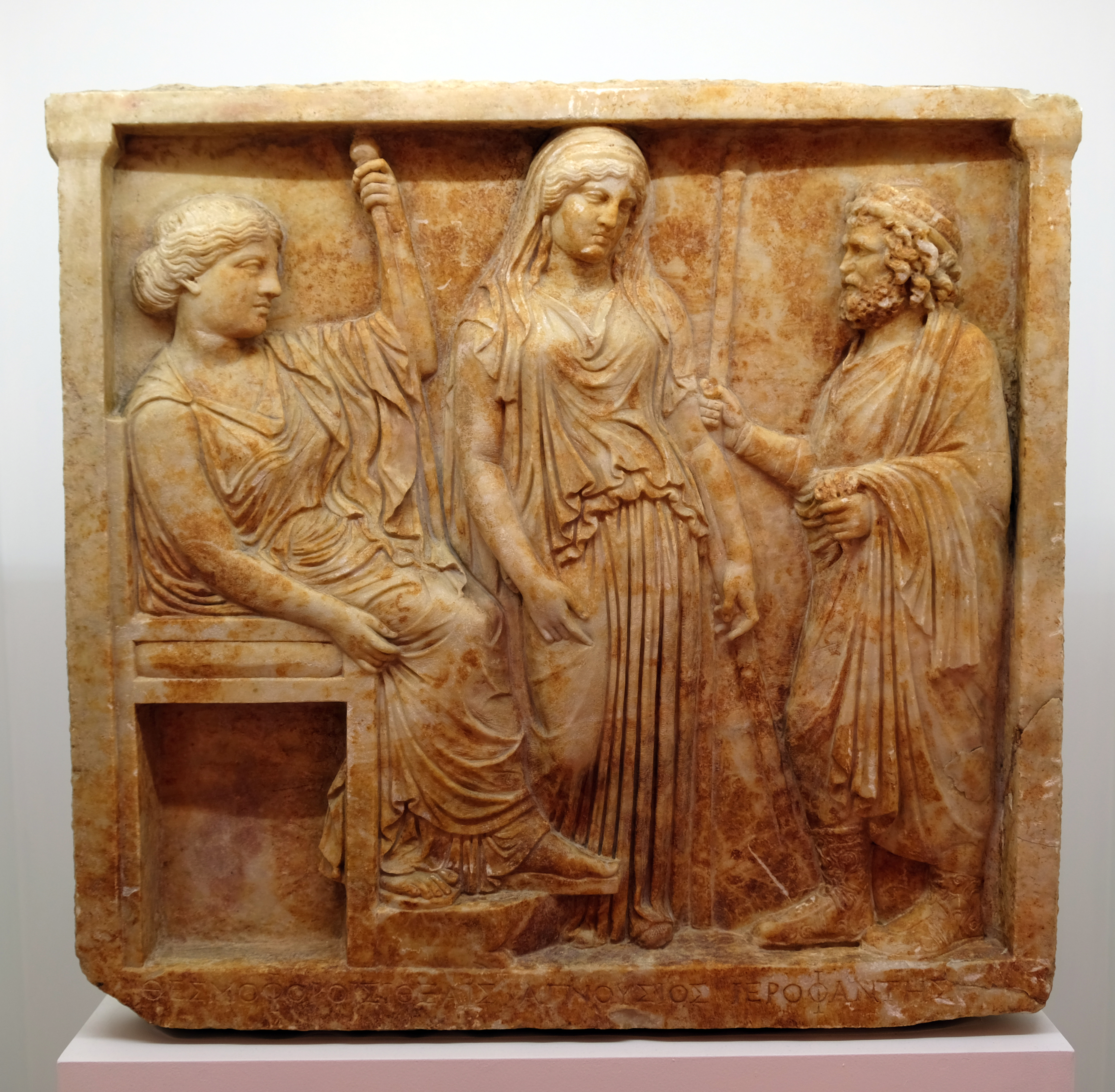
Rilievo votivo dedicato allo ierofante, sulla destra.

Nell'antichità, in particolare nelle religioni misteriche dell'antica Grecia, il maestro era colui che guidava i discepoli attraverso un apprendistato, al termine del quale egli officiava il rito di iniziazione trasferendo loro il proprio potere o status, anche tramite contatto fisico, in una maniera simile al significato di successione apostolica.
Nel culto misterico di Eleusi la guida suprema che impartiva l'iniziazione sacrale era chiamato ierofante.
Nell'esoterismo e nella massoneria un ruolo simile viene svolto dal Gran Maestro.
Presso la religione induista, in cui gode di un particolare rispetto e venerazione, viene indicato col termine «guru» colui che conferisce l'iniziazione religiosa.
Michel Foucault ripercorre e aggiorna il concetto di direttore spirituale o direttore di coscienza negli ultimi millenni nel suo L'ermeneutica del soggetto.

## Cattolicesimo
La prassi della direzione spirituale si è poi diffusa nella religione cattolica: si tratta di una relazione di accompagnamento tra una persona dotata di saggezza e discernimento spirituale, solitamente ma non esclusivamente un presbitero o un consacrato in genere, ed una persona che desidera fare un cammino di fede e di scoperta della volontà di Dio nella sua vita. La guida spirituale ha come obiettivo quello di discernere, ossia comprendere, quanto lo Spirito Santo, attraverso le situazioni della vita, le intuizioni spirituali frutto della preghiera, della lettura e della meditazione della Bibbia, indica alla persona accompagnata. Il direttore spirituale o padre spirituale può fornire consigli, dare indicazioni di vita e di preghiera, risolvere dubbi in materia di fede e di morale senza sostituirsi nelle scelte e determinazioni alla persona che accompagna. Il confessore durante il Sacramento della Riconciliazione offre comunque al fedele consigli che fanno sorgere sentimenti di pace e serenità.

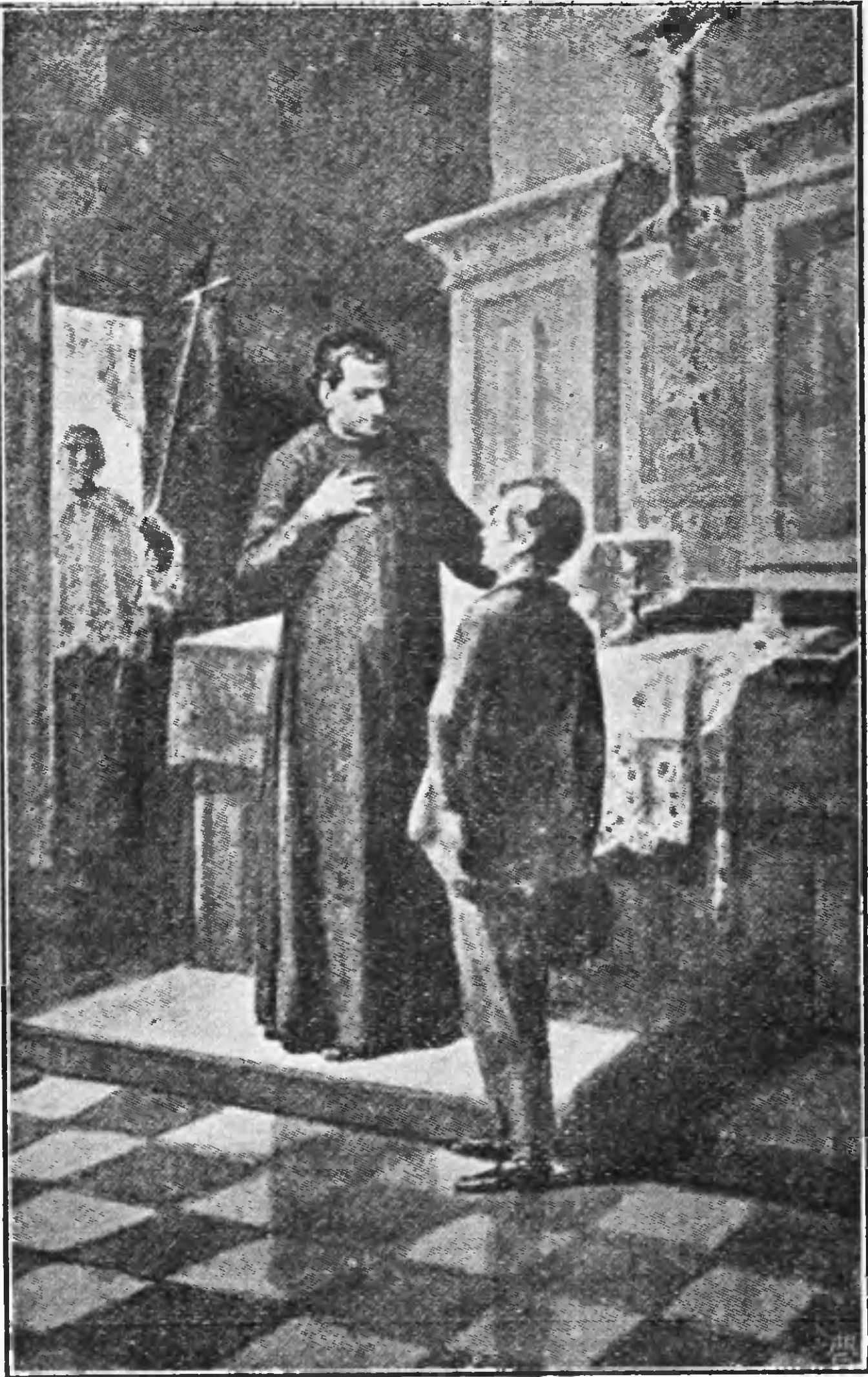
Don Bosco con un allievo.

Se il direttore spirituale è un presbitero, talora è anche il confessore del fedele.  A tutti i consacrati è vivamente consigliato, sia in fase di formazione - nei seminari e noviziati la figura del padre spirituale è istituzionalizzata - che successivamente di avere un direttore spirituale; similmente tanti laici ne hanno uno.
Il direttore spirituale è tenuto alla riservatezza rispetto a quanto viene detto in sede di direzione similmente a quanto avviene nell'ambito della confessione sacramentale; è importante poi notare che la direzione spirituale non ha nulla a che vedere con il sostegno psicologico benché ambedue trattino dell'essere umano e delle sue profondità e nonostante il direttore spirituale debba essere dotato di alcune conoscenze psicologiche e di introspezione, il suo ruolo è differente.
Un direttore spirituale non è necessariamente una scelta definitiva. Non ogni direttore è infatti adatto a seguire una persona in tutte le stagioni della vita. La Chiesa Cattolica lascia liberi sia il direttore che il fedele di interrompere il rapporto fiduciario in qualsiasi momento, senza preavviso, oneri o adempimenti particolari. Ciò si basa sull'assunto che il rapporto di collaborazione debba essere fondato su un clima di fiducia e di serenità e debba essere sempre improntato alla libertà reciproca di interrompere il percorso, laddove vengano meno i presupposti perché esso sia fruttifero.

### Filiazione spirituale
Il rapporto di filiazione spirituale, non consanguineo, fra direttori spirituali e discepoli dovrebbe ricalcare il modello della Sacra Famiglia, in cui Giuseppe fu il padre putativo di Gesù, che non nacque cioè dalla sua carne, ma per l'opera soprannaturale dello Spirito Santo. Come padre e patriarca d'Israele, Giuseppe ebbe cura dell'educazione spirituale e religiosa del Figlio di Dio (Giovanni 6:41-59) a partire dalla sua presentazione al Tempio come ultimo discendente ed erede legittimo di re Davide.
Alcune confessioni come la Chiesa Cattolica non vietano tuttavia in linea di principio il fatto che il padre spirituale possa essere anche un famigliare ordinato sacerdote. Inoltre, il diritto canonico riconosce esplicitamente un primario ruolo educativo e di edificazione spirituale all'intera comunità famigliare laica, eccetto per il sacramento della Confessione. Tale ruolo è delegato in particolare al padrino e alla madrina prescelti al momento del Battesimo e della Cresima.

## Chiesa ortodossa
Nell'ortodossia russa le grandi guide spirituali vengono chiamate staretz.